# 第八軍團 (德意志帝國)

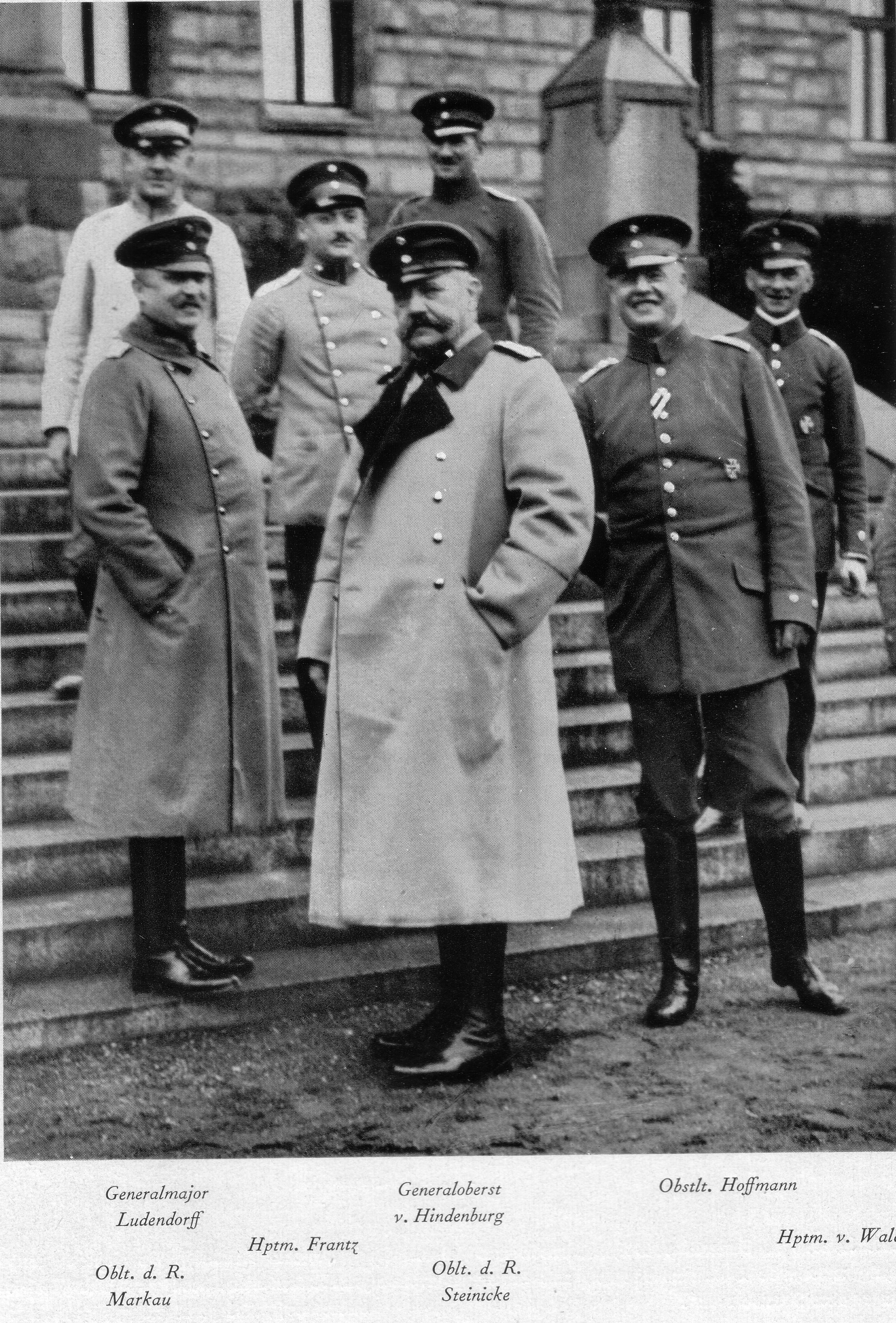
1914年波森，軍團成立時參謀部人員合影

第8集团军（德語：8. Armee / Armeeoberkommando 8 / A.O.K. 8）是第一次世界大战期间德军的集团军级司令部。它于1914年8月从第一集团军监察局动员成立。集团军于1915年9月29日解散，但于1915年12月30日重组。它最终于1919年在战后复员期间解散。

## 历史
1914年8月动员时，第8集团军司令部在波森成立，指挥驻扎在东普鲁士的部队抵御预期中的俄国进攻。最初集团军編制如下：
- 第1軍：赫爾曼·馮·弗朗索瓦步兵上將，駐地哥尼斯堡
- 第17軍：奧古斯特·馮·馬肯森騎兵上將，駐地但澤
- 第20軍：弗里德里希·冯·舒尔茨步兵上將，駐地阿倫施泰因
- 第1後備軍：奧托·馮·貝洛中將，在动员时成立
- 家鄉軍：雷穆斯·馮·沃伊爾施步兵上將，在动员时成立
- 第3预备役师：库尔特·冯·摩根中将，动员时成立
- 第1骑兵师：赫尔曼·布莱希特中将，动员时成立

由于担心贡宾嫩的失败以及俄罗斯第2集团军从南方继续推进，普里特维茨下令撤退到维斯杜拉河，实际上放弃了东普鲁士。德国陆军参谋长赫尔穆特·冯·毛奇得知此事后，将普里特维茨及其副手召回柏林。他们被退休的保罗·冯·兴登堡取代，埃里希·鲁登道夫担任他的参谋长。在其指挥下，軍團负责在坦能堡和马祖里湖战役中取得了胜利。